# Таншань — Тяньцзинь (скоростная дорога)

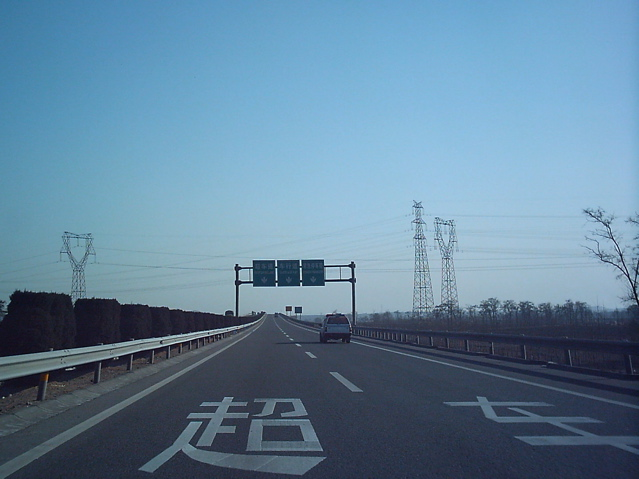
Участок скоростной дороги, январь 2005

Скоростная дорога Таншань — Тяньцзинь (кит. 唐 津 高速公路, традиционный китайский 唐 津 高速公路, пиньинь Tangjin Gaosu Gōnglù) — автомагистраль в Китае, которая соединяет Таншань и Тяньцзинь. Лимит скорости — 110 км/ч. У дороги шесть и четыре линий движения.
Движение проходит по маршруту Таншань — запад Тангу — Тяньцзинь.